# Omicidio di Michael Brown
L'omicidio di Michael Brown si è verificato il 9 agosto 2014 a Ferguson, Missouri, un sobborgo di Saint Louis. La vittima, un diciottenne afroamericano, è deceduto dopo essere stato ripetutamente colpito da proiettili sparati da un agente della polizia di Ferguson, Darren Wilson. Colpito senza essere stato trovato in possesso di armi, Brown era sospettato – secondo la polizia locale – di un furto commesso pochi minuti prima, sebbene il contatto iniziale tra l'agente Wilson e Brown non fosse collegato alla rapina. È stata successivamente confermata la colpevolezza di Brown.
Questo avvenimento, oltre che proteste pacifiche, ha provocato manifestazioni e disordini a Ferguson, atti di vandalismo e diverse altre forme di disagio sociale proseguite per più di una settimana. Le forze dell'ordine, attraverso svariati corpi tra cui le squadre speciali SWAT, hanno progressivamente alzato il livello di allerta, tanto da attirarsi critiche per la gestione – definita militare – dell'ordine pubblico.
L'FBI ha avviato un'indagine su quanto accaduto, mentre il presidente degli Stati Uniti Barack Obama ha rilasciato una dichiarazione con la quale esprime le proprie condoglianze alla famiglia Brown, impegnando inoltre il Dipartimento della giustizia a condurre un'indagine. Il 16 agosto il governatore del Missouri Jay Nixon ha dichiarato lo stato di emergenza e ha stabilito il coprifuoco notturno da mezzanotte alle 5.00. Un nuovo stato di emergenza è stato dichiarato il 17 novembre, alla vigilia della decisione del Grand jury per il rinvio a giudizio dell'agente Wilson.

## Parti coinvolte

### Michael Brown
Michael Brown era figlio di Lesley McSpadden e Mike Brown, Sr. Si diplomò presso la Normandy High School di St. Louis pochi giorni prima di morire, dopo aver completato un programma di apprendimento alternativo. Brown avrebbe dovuto iniziare a frequentare il Vatterott College, una scuola tecnica, l'11 agosto, due giorni dopo la sua morte. Secondo Benjamin Crump, l'avvocato della famiglia Brown, avrebbe voluto diventare un ingegnere.

### Darren Wilson
Darren Wilson, residente a Crestwood, Missouri, aveva 28 anni quando Brown morì. Il suo nome venne reso noto dalla polizia di Ferguson una settimana dopo l'accaduto.

## La morte di Brown
Secondo un rapporto della polizia di Ferguson relativo a una rapina, il 9 agosto alle ore 11.51 due individui afroamericani, identificati dalla polizia come Michael Brown e Dorian Johnson (22 anni), furono osservati all'interno di un minimarket mentre erano intenti in una rapina violenta. Ci sono state comunicazioni contrastanti da parte della polizia di Ferguson circa la connessione tra la rapina e l'uccisione di Brown.
Alle 12.01 del 9 agosto, l'agente di polizia di Ferguson Darren Wilson ordinò a Brown e Johnson di spostarsi dalla carreggiata al marciapiede. Seguì un alterco e fu sparato un colpo dall'interno del veicolo di Wilson; i due uomini presero a fuggire. A quel punto Wilson abbandonò la sua auto e li inseguì a piedi. Nei momenti successivi il poliziotto sparò un numero non specificato di colpi ferendo a morte Brown, che morì a circa 11 metri dall'auto della polizia.
Secondo la corrispondente della CNN Ana Cabrera, i documenti mostrano che passarono meno di tre minuti dal momento dell'incontro tra Wilson e Brown e il decesso del ragazzo. Un'autopsia privata preliminare effettuata dal dottor Michael M. Baden su richiesta della famiglia Brown ha concluso che Brown è stato colpito almeno sei volte. Quattro proiettili entrarono nel braccio destro, uno nell'occhio destro e un altro nella parte superiore del cranio. Nessun proiettile sembra essere stato sparato da distanza ravvicinata.

## Le informazioni del dipartimento di polizia di Ferguson
Il capo della polizia di Ferguson, Tom Jackson, annunciò il nome dell'agente coinvolto nei fatti del 9 agosto in una conferenza stampa del 15 agosto. Jackson fece precedere l'annuncio dalla descrizione di una rapina violenta verificatasi pochi minuti prima dell'omicidio in un negozio nelle vicinanze. Un rapporto di polizia rilasciato ai giornalisti descrisse Brown come sospettato coinvolto nella rapina.. Nelle ore successive, Jackson tenne un'altra conferenza stampa nella quale affermò che l'agente Wilson, quando incontrò Brown, non era al corrente della rapina. Il capo della polizia di Ferguson disse in seguito a NBC News che, mentre l'agente che sparò a Brown inizialmente lo fermò perché questi camminava per strada e bloccava il traffico, «a un certo punto» durante l'incontro l'agente vide dei sigari nelle mani di Brown e pensò potesse essere coinvolto nella rapina.

## Testimonianze
Oltre alla versione fornita da Dorian Johnson, sono state raccolte testimonianze oculari o video di altre persone a seguito della morte di Brown.

## Citazioni
Numerosi furono gli omaggi verso Michael Brown e le citazioni di molti artisti e rapper afroamericani e non, come la canzone Don't Shoot del rapper The Game (in collaborazione con moltissimi altri artisti tra cui Rick Ross, Dj Khaled, Puff Daddy, 2 Chainz).
L'episodio viene inoltre citato e rappresentato dal rapper XXXTentacion nel video ufficiale della sua hit Look At Me, pubblicato nel settembre del 2017.[1]